# ليندا برينيمان
ليندا برينيمان (بالإنجليزية: Linda Brenneman)‏ هي دراجة أمريكية، ولدت في 13 أكتوبر 1965 في ويت ريدج في الولايات المتحدة.

## وصلات خارجية
- ليندا برينيمان على موقع أرشيف الدراجات (الإنجليزية)
- ليندا برينيمان على موقع إحصائيات الدراجات الإحترافية (الإنجليزية)
- ليندا برينيمان على موقع اللجنة الأولمبية الدولية (الإنجليزية)
- ليندا برينيمان على موقع أوليمبيديا (الإنجليزية)